# Лафаміт
Лафаміт — дуже рідкісний мінерал із мінерального класу «сульфіди та сульфосолі». Він кристалізується в моноклінній кристалічній системі з хімічним складом As4(Se, S)6 або As2(Se, S)3.
Лафаміт напівпрозорий до майже непрозорого. Кристали від таблитчатих до призматичних, довжиною близько п'яти міліметрів, темно-червоного кольору з сильними, вогняно-червоними внутрішніми відблисками. Поверхні кристалів мають жироподібний блиск. Лафаміт залишає червоно-оранжеву рису на маркувальній дошці.
При твердості за Моосом від 1 до 2 лафаміт є одним із м'яких мінералів, який, як і еталонні мінерали тальк (твердість 1) та гіпс (твердість 2), можна зішкребти або подряпати нігтем.

## Етимологія та історія
Лафаміт був вперше виявлений поблизу Бернсайда в графстві Нортамберленд (Пенсільванія) в США і описаний 1986 року Пітом Дж. Данном, Дональдом Р. Пікором, Аланом Дж. Кріддлом і Робертом Б. Фінкельманом, які назвали мінерал на честь колишнього головного мінералога Пенсильванської геологічної служби Девіса М. Лафама (1931—1974).
Типовий зразок мінералу зберігається в Музеї природознавства в Лондоні (каталог № 1984, 843 та E.1036) та в Національному музеї природознавства у Вашингтоні, округ Колумбія, США (каталог № 163039).

## Утворення та місця знаходження
Лафаміт утворюється як вторинний мінерал (ймовірно, шляхом сублімації) і формує інкрустації на поверхні шлакового каменю при спалюванні брил антрацитового вугілля. Арсеноліт та аурипігмент виступають як супутні мінерали.
Мінерал настільки рідкісний, що дотепер (станом на 2015 рік) його можна було виявити лише в типовій місцевості Бернсайд (графство Нортамберленд, штат Пенсільванія).

## Вебпосилання
- Mineralienatlas:Laphamit
- Mindat — Laphamite [Архівовано 10 листопада 2020 у Wayback Machine.]
- Webmineral — Laphamite [Архівовано 1 грудня 2020 у Wayback Machine.]
- American-Mineralogist-Crystal-Structure-Database — Laphamite [Архівовано 15 травня 2021 у Wayback Machine.]